# Політичний іслам
Політичний іслам — явище, яке у суспільних науках отримало назву політичний іслам або ісламізм, у популярному мовному вжитку також відоме як ісламський фундаменталізм, і яке починаючи з ХХ ст. набуло сильний суспільно-політичний вплив у світі.
Може мати наступні значення: 
- рух мусульман за набуття державної влади з метою використання держави як знаряддя, засобу або першого кроку до глобального утвердження ісламу в регіоні або у світі в цілому;
- окрему ідеологію або сукупність ідеологій, спільним витоком яких є уявлення про принципову неподільність політики та релігії ісламу, а природним наслідком — діяльність зі створення ісламських держав як бази для поширення й утвердження ісламу у світі.

Кристалізація змісту П.і. відбувається шляхом його відокремлення від поняття «ісламська політика», яка означає участь мусульман, ісламських рухів та ісламських партій у політичному процесі в державах різного типу. Чітко окреслюється специфіка П.і. як сукупності політичних ідеологій і дій, спрямованих на створення держави або співдружності держав, в яких будуть забезпечені максимально сприятливі умови для життя згідно із приписами ісламу.
П.і. залежно від засобів ісламізації політики має поміркований (впровадження своїх ідей за допомогою легальних мирних засобів) та радикальний (практика насилля, екстремізму, протистояння з іншовірними) рівні. П.і. набуває радикалізованих форм у разі, коли його прибічники не мають можливості рухатися до своєї мети за допомогою легальних засобів. Запобіжниками радикалізації П.і. є розв'язання економічних і правових проблем мусульманського населення, налагодження широких комунікацій із політично активними мусульманськими організаціями, підтримка ідеї поміркованого ісламу «васатиййа» (ісламської поміркованості).
Нерозв'язані проблеми мусульманської спільноти призвели до появи в Україні перших проявів П.і. Його типовим представником в Україні стала релігійна організація, яка називає себе партією «Хізб ат-Тахрір» («Партія визволення»).